# Firšt
Firšt je priimek v Sloveniji, ki ga je po podatkih Statističnega urada Republike Slovenije na dan 1. januarja 2010  uporabljalo 144 oseb in je med vsemi priimki po pogostosti uporabe uvrščen na 3.107. mesto.

## Znani nosilci priimka
- Leon Firšt, slovenski skladatelj, pianist in kontrabasist
- Majna Sevnik Firšt, balerina, koreografinja in režiserka
- Miha Firšt, slovenski kontrabasist
- Nenad Firšt, hrvaško-slovenski skladatelj, dirigent in violinist